# Hartenstein (Sassonia)
Hartenstein è una città di 4 486 abitanti della Sassonia, in Germania.
Appartiene al circondario (Landkreis) di Zwickau (targa Z).